# The Legend of the Mystical Ninja
The Legend of the Mystical Ninja, intitolato Ganbare Goemon 〜Yukihime Kyuushutsu Emaki〜 (がんばれゴエモン〜ゆき姫救出絵巻〜?) in Giappone, è un videogioco della serie Ganbare Goemon. È stato pubblicato per Super Nintendo Entertainment System nel 1991, e successivamente su Virtual Console nel 2007. Un remake del gioco e del sequel Ganbare Goemon 2: Kiteretsu Shōgun Magginesu venne pubblicato per Game Boy Advance, solo in Giappone, col titolo Kessakusen! Ganbare Goemon 1+2. Il remake di questo capitolo venne pubblicato anche singolarmente, sempre su GBA. Il gioco è inoltre presente nella versione giapponese del Nintendo Classic Mini: Super Nintendo Entertainment System.
The Legend of the Mystical Ninja è il primo capitolo della serie a venire pubblicato in occidente. Tuttavia solo due titoli gli fecero da seguito, dato che gli altri capitoli della serie non vennero pubblicati fuori dal Giappone: Mystical Ninja Starring Goemon e Mystical Ninja 2 Starring Goemon, entrambi per Nintendo 64.

## Trama
Dopo aver notato alcuni strani eventi nella loro città natale, Kid Ying e il Dr. Yang (chiamati Goemon e Ebisumaru, rispettivamente, nella versione giapponese) decidono di indagare. Ben presto scoprono che la principessa Yuki è stata rapita dall'esercito Otafu. Per salvare la principessa, i due devono viaggiare attraverso diverse regioni del Giappone per trovare indizi sull'esercito e sulla posizione della principessa.

## Modalità di gioco
Anche se i due personaggi hanno armi diverse e imparano attacchi diversi, sono funzionalmente identici. La loro arma primaria è a corto raggio e ha tre livelli di potenziamento, raggiungibili tramite l'acquisizione di gatti grigi lasciati dai nemici sconfitti. Entrambi i personaggi sono anche dotati di armi da lancio a partire dall'inizio (che diminuiscono il denaro ogni volta che vengono usate) e possono di acquisire bombe e altri oggetti in negozi o vincendole nei mini-giochi.
Ogni personaggio può imparare fino a quattro abilità di judo, che sono funzionalmente identiche tra i due: l'abilità di 1º livello fornisce un compagno animale al personaggio, che cavalcarlo e usarlo per attaccare i nemici; l'abilità di 2º livello sferra un attacco che può danneggiare tutti i nemici sullo schermo; l'abilità di 3º livello dà ai personaggi la capacità di volare temporaneamente; l'abilità di 4º livello scatena una potente raffica di attacchi contro un nemico.
La maggior parte dei livelli sono divisi in due sezioni. La prima sezione è incentrata sull'esplorazione di una città, in cui i giocatori possono raccogliere informazioni, acquistare oggetti, imparare gli attacchi speciali di judo, fare i minigiochi, guadagnare soldi, ecc. Uno dei più notevoli minigiochi disponibili è una ricostruzione del primo livello di Gradius, ma anche comprende giochi come air hockey, giochi di dadi, e anche una lotteria. La seconda sezione di ogni livello è una sezione platform dove i giocatori combattono nemici minori fino a raggiungere la fine e sconfiggere un boss.

## Riferimenti ad altri giochi
Nel gioco appare Kid Dracula, protagonista di due precedenti titoli Konami: Akumajō Special: Boku Dracula-kun e l'omonimo Kid Dracula.

## Accoglienza
Nel 1992 la rivista britannica Super Play scrisse sul gioco: «Un altro dei migliori giochi per il sistema (se vi piacciono questo genere di cose), che unisce elementi gdr con quelli platform. Meravigliosa musica orientale, grafica splendidamente disegnata, ed è una sfida estremamente coinvolgente.» Nel 2010 è stato incluso tra i titoli illustrati nel libro 1001 Video Games You Must Play Before You Die.